# 矮種馬

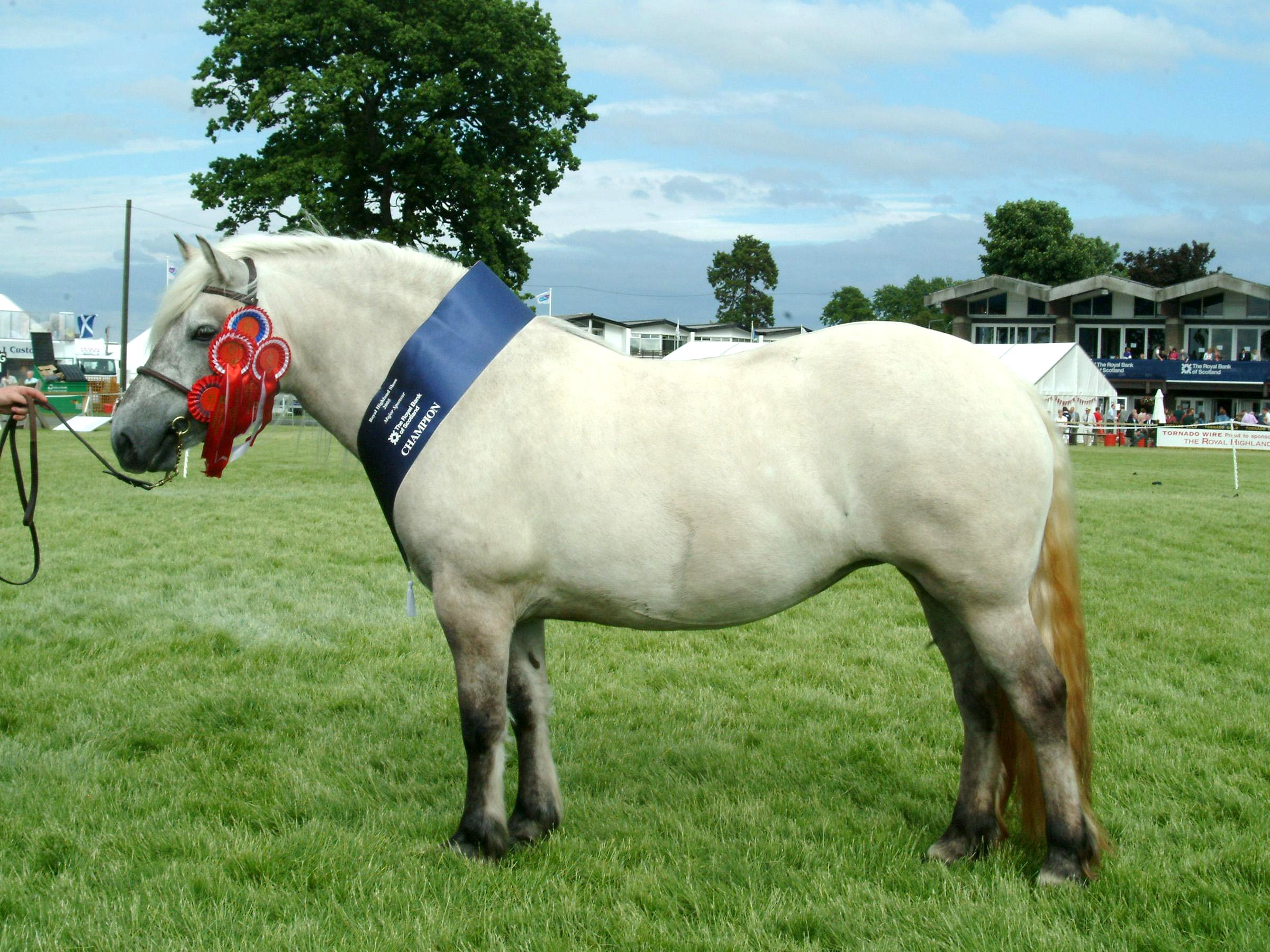
一匹蘇格蘭高地小馬。

矮馬（學名：Equus ferus caballus），又稱小馬，一種小型馬的總稱，某些有特別外型，在特定地區被培育出來的小型馬品種。跟一般馬相比，矮種馬的鬃毛、尾巴與全身皮毛通常較厚，腿較粗短、骨骼較粗。
古代中國所稱的果下馬，就是一種矮種馬。

## 定義
根據官方定義，肩高（馬肩隆至地面）147公分以下的馬，都可以被歸類為矮種馬。肩高於147公分的，就稱為一般馬。